# 張湛 (晉朝)
张湛（？—？），字处度，山东高平郡（今济宁市金乡县）人，东晋思想家。

## 生平
祖父張嶷官至正員郎，父張曠官至鎮軍司馬。張湛家族与建安七子之王粲、魏晋玄学的王弼有亲戚关系。张湛生卒年月不详，僅知他在孝武帝時期（372～396年在位）任中書侍郎、光祿勳。精通医术，对养生之道颇有研究。喜於斋前種松柏、養八哥。著有《养生要集》十卷、《延年秘录》十二卷，还为《庄子》、《文子》、《列子》等书作注，作品多佚，傳世有《列子注》。